# Albion Ferry
L'Albion Ferry était un service canadien de traversier qui reliait Maple Ridge à Langley de l'autre côté du fleuve Fraser, en Colombie-Britannique. Le service est lancé le 2 juin 1957, mais il est arrêté le 31 juillet 2009 après la mise en service du pont Golden Ears.